# Hans Klinga
Hans Gösta Klinga (født 17. april 1949 i Västerås, død 26. januar 2025) var en svensk skuespiller og instruktør. Han studerede på Stockholms Scenskola fra 1966 til 1969 og efter endt uddannelse var han tilknyttet Dramaten.
Klinga modtog O’Neill-stipendiet i 2009.

## Filmografi
- Bröllopet (1973)
- Någonstans i Sverige (tv-serie, 1973-1974)
- Drømmen om Amerika (1976)
- Strandvaskeren (tv-serie, 1978)
- Varuhuset (tv-serie, 1988-1989, også instruktør)
- Det var då... (tv-serie, 1989-1990, også instruktør)
- Svenska hjältar (1997)
- Rederiet (tv-serie, 2002)
- Två herrars tjänare (2011)